# Stylaster papuensis
Stylaster papuensis är en nässeldjursart som beskrevs av Zibrowius 1981 . Stylaster papuensis ingår i släktet Stylaster och familjen Stylasteridae. Inga underarter finns listade i Catalogue of Life.